# Ophiderpeton
Ophiderpeton é um gênero de anfíbios semelhantes a cobras que viveram durante o Carbonífero.